# Казахские национальные игры
Как и у каждого народа, у казахов есть множество национальных игр, одной из особенностью которых является проверка на силу и выносливость. Чаще всего такие игры имели состязательный характер.

## Игры

### Сбивание тымака
Сбивание тымака — это казахская национальная игра, принять участие в которой может каждый, умеющий держаться в седле и имеющий лошадь. Шест, высотой не превышающей всадника, втыкают в землю и надевают на его верхушку головной убор — тымак. Участнику игры показывают место, на котором установлен тымак, затем плотно завязывают глаза и дают в руки камчу. После этого наездника крутят на одном месте и отпускают со словами: «Ну-ка теперь иди, сбей тымак». В случае, если игрок не сбил тымак с трёх попыток, он может, по разрешению ведущего, исполнить песню или импровизацию, что даёт ему право вновь принять участие в состязании. Количество участников игры не ограничивается, испытать удачу может каждый, у кого есть верховая лошадь.

### Алтыбакан
«Алтыбакан» — казахская национальная игра, развлечение молодежи. Однако немаловажное значение имеют традиционные моменты воспитательного значения. Вечером вся молодежь аула, джигиты и девушки, за аулом сооружают «алтыбакан» (качели: алты — шесть, бакан — шест). Игра имеет огромное значение в познании искусства, взглядов молодежи, их взаимоотношений. На разные увеселения молодёжи родители смотрят с негодованием, а на «алтыбакан» не имеют права не отпускать (особенно девушек). Здесь молодёжь поёт песни, играет в различные игры, и это веселье продолжается до полуночи. «Алтыбакан» — своеобразный развлекательный досуг.

### Кыз куу
Кыз куумай (догони девушку) — национальная конная игра в Казахстане и Кыргызстане. В ней участвуют юноши и девушки, которые состязаются парами на лошадях полукровных пород. В первой половине игры девушку преследует юноша и если догоняет, то её целует; во второй половине игры они меняются местами. Девушка стремится догнать своего партнера и в случае удачи бьет его камчой. Дистанция скачки 400—500 м. В конце дистанции устанавливается флаг, обозначающий поворотно-контрольный пункт. Девушка (а юноша в обратную сторону) принимает старт на две лошади впереди.
Мастерство игры (на личное или командное первенство) оценивается по пятибалльной системе, при этом учитываются три признака — искусство владения конём, художественность (красота) исполнения и резвость скачки. Участники выступают в красочных национальных костюмах на одномастных, эффектных по экстерьеру лошадях, благодаря чему зрелищная сторона состязаний очень выигрывает.

### Кокпар
В казахской национальной игре кокпар принимали участие джигиты аулов, соседствующих по пастбищу. Данное состязание было проверкой на силу, ловкость, меткость, умение держаться в седле. В день соревнований все участники и зрители собирались на поле. На расстоянии 10-20 метров соревнующихся бросалась туша барана. Так и начиналась борьба за кокпар, которая могла длиться до самого вечера.

### Аударыспак
Аударыспак — известный вид казахской народной борьбы — один из видов борьбы всадников на лошадях (жекпе — жек ойыны). По правилам этой разновидности конной борьбы разрешается «увлекать» за собой соперника только вперед и к себе, а также выезжать вперёд соперника, тем самым мешая ему продвигаться вперед. Кроме того, запрещается применять друг против друга нагайку — непременный атрибут любого всадника. Большое значение в аударыспак имеет подбор лошади. Согласно устоявшимся требованиям, наиболее предпочтительными являются невысокие, подвижные и сильные лошади. В прошлом даже были специалисты, которые занимались выращиванием и подготовкой таких лошадей. Соревнования в казахских единоборствах, играх и состязаниях обычно устраивались во время традиционных праздников, а также семейных торжеств. Нередко схватки организовывались и в часы досуга, для чего было достаточно всего лишь бросить вызов: «А ну, давай! Кто из нас сильнее?». Ещё в недалеком прошлом обучение аударыспаку начиналось с детства. Казахского мальчика очень рано приучали к седлу. Первые свои схватки он проводил, сидя верхом на жеребятах, баранах или молодых бычках. Большую практическую ценность имели также разнообразные игры, например, жаяу аударыспак, где роль лошади исполнял напарник. У повзрослевших джигитов основным методом тренировки становились многочисленные соревнования и поединки ради разрешения спора.

### Байга
Игроки парами (конь и наездник) встают на линию старта так, чтобы не мешать друг другу. Первый игрок — конь — вытягивает руки назад-вниз, второй — наездник — берёт его за руки, и в таком положении пары бегут до линии финиша. Наездник, первым прискакавший к финишу, должен подпрыгнуть и достать узорный платочек, подвешенный на стойке.

### Теңге алу
На противоположных сторонах площадки намечают линии старта и финиша. По площадке раскладывается большое количество монет (камешков). Игроки выстраиваются вдоль линии старта. По сигналу джигиты начинают скачки — передвигаются по направлению к линии финиша, имитируя скачку на конях. Во время скачек джигиты, не останавливаясь, наклоняются и поднимают монеты.
Побеждает тот, кто смог во время скачек собрать больше монет.

### Аламан байга
Казахская национальная игра «Аламан байга» — это испытание не только наездников, умения держаться в седле, а главным образом — это испытание для лошадей. Аламан байга — это конное состязание, скачки на длинные и сверхдлинные дистанции. Исторические корни этой игры основываются на необходимости казахов готовить лошадей к длинным переходам во время перекочевки на новые места, а также отбора самых выносливых и сильных скакунов для улучшения породы. Так постепенно Аламан байга стала неотъемлемой частью больших праздников. Иногда во время таких вот соревнований некоторые лошади не выдерживали нагрузки и погибали не дойдя до финиша или падали от усталости, ломая ноги. Известно, что наездники перед скачками, для того, чтобы защитить своих скакунов от сглаза заплетали им хвост и гриву в косы и вплетали в неё перья филина или амулеты от сглаза, а также старались никому не показывать скакуна, держа его под попоной.

### Аксуйек
Участники игры становятся в шеренгу. Ведущий берёт белую кость (можно использовать резиновый мяч, деревянный ключ, резные палочки и т. д.) и напевает: Белая кость — знак счастья, ключ, Лети до луны, До белых снежных вершин! Находчив и счастлив тот, Кто тебя в миг найдёт!
После чего ведущий бросает кость за шеренгу играющих. В этот момент никто не должен оглядываться назад, чтобы не видеть, в какую сторону летит кость. Когда кость упадет, ведущий объявляет: Ищите кость — Найдёте счастье скорей! А найдёт его тот, Кто быстрей и ловчей!
Цель действий — быстро найти кость и незаметно для остальных принести её ведущему. Если дети заметят её, они преследуют игрока и, слегка ударив по плечу, отбирают кость, затем тоже бегут к ведущему. Для того чтобы быть незаметным и без препятствий донести кость до ведущего, можно проявить хитрость, находчивость. Иной игрок под предлогом того, что он не может найти кость, идёт к ведущему шагом, отвлекает внимание соперников различными способами (например, громко говорит, указывая на другого, и утверждает, что кость якобы у него и т. д.). Если игрок нашёл кость, то есть оказался счастливцем, то вся группа или один из группы исполняют его желание: поют, читают стихи, подражают голосам животных.

### Орамал
Водящий даёт одному из участников завязанный в узел платок. Участники становятся в круг вокруг водящего. По команде водящего «Раз, два, три!» все участники разбегаются. Водящий должен догнать игрока с платком, коснуться его плеча и взять платок. В момент преследования игрок с платком может передать его товарищу, тот — следующему и т. д. Если водящий поймает игрока с платком, тот должен исполнить любое его желание: спеть песню, прочитать стихотворение и т. д. После этого он становится водящим.

### Асау мастек
Каждый игрок садится на особую конструкцию, называемую «асау мастек», и старается поднять с земли как можно больше тюбетеек, не потеряв равновесия.